# Adenantera

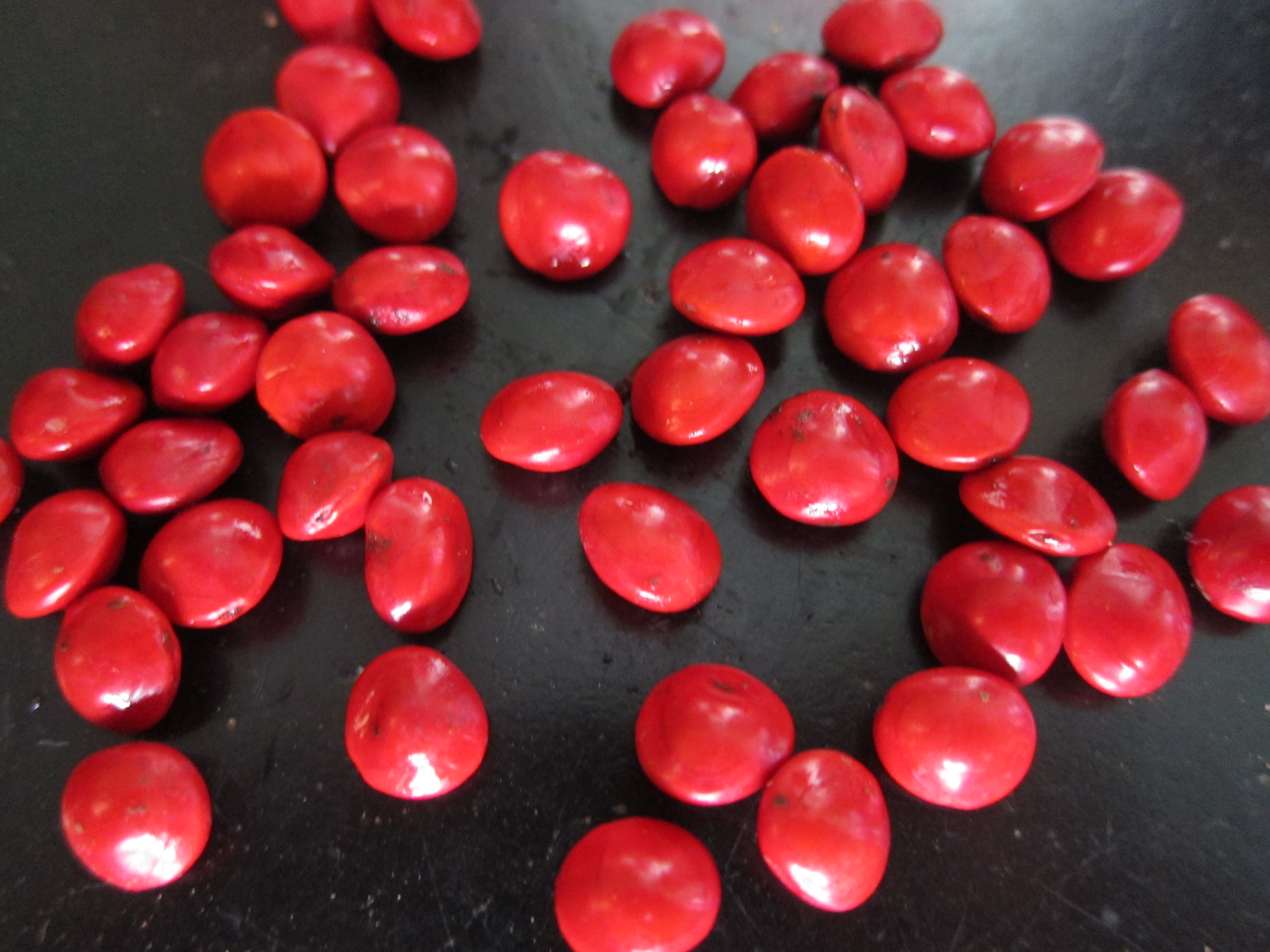
Semena Adenanthera pavonina

Adenantera (Adenanthera) je rod rostlin z čeledi bobovité. Zahrnuje 12 druhů, rozšířených v tropické Asii, Austrálii a Tichomoří. Jsou to opadavé stromy s dvakrát zpeřenými listy, nenápadnými květy v hroznovitých nebo latovitých květenstvích a pestře zbarvenými semeny. Některé druhy poskytují ceněné dřevo, červená semena Adenanthera pavonina jsou v tropech používána na výrobu ozdobných předmětů.

## Popis
Adenantery jsou opadavé beztrnné stromy dorůstající výšky až 40 metrů. Listy jsou dvakrát zpeřené, složené z mnoha párů drobných, střídavých, podlouhle oválných lístků. Palisty jsou drobné a opadavé. Květy jsou žluté až oranžové nebo bílé, většinou vonné, obvykle pětičetné, krátce stopkaté, uspořádané buď v hustých úžlabních hroznech připomínajících klas nebo ve vrcholových latách. Květy jsou oboupohlavné nebo mnohomanželné. Kalich je drobný, zvonkovitý, zakončený krátkými zuby. Korunní lístky jsou volné nebo pod polovinou srostlé, kopinaté. Tyčinek je 10 a jsou volné, krátce vyčnívající z květů. Semeník je přisedlý, s mnoha vajíčky a nitkovitou čnělkou nesoucí drobnou vrcholovou bliznu. Plody jsou tenké, rovné nebo srpovitě zahnuté, zploštělé nebo s okrouhlým průřezem, pukající 2 kožovitými chlopněmi. Chlopně se po puknutí plodu zkroutí nebo svinují. Semena jsou jasně červená nebo červená a černá, tvrdá, čočkovitého tvaru. Obvykle jsou v plodu obklopená tenkou vrstvou dužniny a oddělená přehrádkami.

## Rozšíření
Rod adenantera zahrnuje 12 druhů. Je rozšířen od Indie a Číny po Austrálii a Tichomoří a na Madagaskaru. Nejvíce druhů roste v jihovýchodní Asii. V Malajsii roste celkem 9 druhů. Adenantery rostou v primárních i druhotných deštných lesích i na savanách v nadmořských výškách do 700 metrů.

## Obsahové látky
Semena A. pavonina obsahují acetyletanolamin s protizánětlivými účinky. V listech je přítomen oktakosanol, dulcitol, glukosidy betasitosterolu a stigmasterolu. V kůře je obsažen glukosid stigmasterolu.

## Ekologické interakce
Jasně červená semena Adenanthera pavonina dlouho visí na rozpuknutých plodech a kontrastují s oranžovým vnitřkem lusků. Vyhledávají a rozšiřují je zoborožci a jiní plodožraví ptáci, jejichž trávicím traktem procházejí tvrdá semena bez porušení a ptáci z nich tak nemají žádnou potravu.

## Význam
Nápadně červená semena Adenanthera pavonina jsou v tropech celého světa používána na náhrdelníky a jiné dekorativní předměty. V minulosti byla v Asii také používána jako váhová jednotka k vyvažování drahokamů, zlata a stříbra, podobně jako v Evropě semena rohovníku obecného. Semena mají dvojnásobnou hmotnost oproti semenům soterku obecného, používaných v Asii k podobným účelům. Tento druh je dále v jihovýchodní Asii vysazován jako stínící dřevina na plantážích kávovníku, hřebíčku a kaučukovníku. Různé části rostliny mají poměrně široké využití v místní medicíně a slouží i jako náhrada mýdla. V indické tradiční medicíně se Adenanthera pavonina využívá jako adstringens k zastavení krvácení ze žaludku, při průjmech a krvi v moči a ke tlumení revmatických zánětů. Semena při paralýze a bolestech hlavy.
Dřevo adenantery je tvrdé, pevné a dobře opracovatelné. Běl bývá světle hnědá, jádrové dřevo červenavé. Bývá využíváno zejména v truhlářství. Ze dřeva lze získat červené barvivo, které ale nemá větší význam. Dřevo druhu Adenanthera intermedia je lesklé, s jemnou stejnoměrnou strukturou a je odolné proti termitům a dřevokazným broukům. Toto dřevo je vysoce ceněné a je používáno zejména na podlahy, dlažby, domácí nábytek a podobně. Je známo jako tanglin.
Adenanthera pavonina se řadí mezi invazní rostliny a v některých částech USA, např. na jižní Floridě, je její pěstování zakázáno.

## Přehled druhů a jejich rozšíření
- Adenanthera abrosperma – Austrálie (Queensland)
- Adenanthera aglaosperma – Sri Lanka
- Adenanthera borneensis – Indonésie a Malajsie
- Adenanthera forbesii – Indonésie a Malajsie
- Adenanthera intermedia – Filipíny
- Adenanthera kostermansii – Indonésie a Malajsie
- Adenanthera malayana – Indonésie a Malajsie
- Adenanthera mantaroa – Madagaskar
- Adenanthera marina – Malajsie
- Adenanthera microsperma – Čína a Sri Lanka až jihovýchodní Asie
- Adenanthera novo-guineensis – Indonésie, Papua Nová Guinea, Šalomounovy ostrovy
- Adenanthera pavonina – Indie až Austrálie a Tichomoří